# Transformatorplåt
Transformatorplåt eller mer egentligt transformatormaterial är ett material som har hög permeabilitet och därför leder magnetiskt flöde bra. Den relativa (relativt vakuum för att inte säga luft då luft är dålig på att leda magnetiskt flöde) permeabiliteten är allt från 250 till 40000. Med andra ord flyter i det närmaste allt magnetiskt flöde i materialet och inte ut i luften. För krafttransformatorer (16-60 Hz) användes nästan alltid ett stål med 4 % kisel. För högre frekvenser upp till 20 000 Hz användes ibland legeringar av mestadels järn och nickel permalloy.  Vid höga frekvenser blir emellertid virvelströmsförlusterna för stora och man får ta till andra material som olika typer av ferriter.